# ناحیه مافتنگ
ناحیه مافتنگ (به لاتین: Mafeteng District) یک منطقهٔ مسکونی در لسوتو است که در لسوتو واقع شده‌است. ناحیه مافتنگ ۲٬۱۱۹ کیلومتر مربع مساحت و ۱۷۸٬۲۲۲ نفر جمعیت دارد.